# Ludovico Merlini
Ludovico Merlini (Forlì, 12 de novembro de 1690 - Roma, 12 de novembro de 1762) foi um cardeal do século XVIII

## Biografia
Nasceu em Forlì em 12 de novembro de 1690. De uma família nobre. O mais novo dos dois filhos de Simone Merlini e de sua segunda esposa, Chiara Fachinei. O outro filho era Antonio Guido. Ele também está listado como Ludovicus Merlinus; e seu primeiro nome como Lodovico.
Quando adolescente, foi enviado a Roma para o Collegio Nazareno , onde estudou letras; mais tarde, ele estudou direito.
depois de se formar, exerceu a advocacia em Roma. Entrou na prelatura romana como referendário dos Tribunais da Assinatura Apostólica da Justiça e da Graça em 21 de julho de 1729. Pouco depois, obteve assento no Tribunal da Assinatura Apostólica da Graça; e tornou-se um dos doze eleitores daquele tribunal. Juiz ordinário de S. Michele. Secretário do Hospício Apostólico. Relator do SC da Imunidade Eclesiástica. Canonista da Penitenciária Apostólica. Pró-auditor Santissimo , entre agosto e outubro de 1740, até a chegada de Bolonha de Monsenhor Giovanni Giacomo Millo, vigário geral daquela sé enquanto o cardeal Prospero Lorenzo Lambertini, o novo Papa Bento XIV, era o arcebispo, e que havia sido nomeado auditor Santissimo .
Eleito arcebispo titular de Atena, em 27 de outubro de 1740. Consagrado, em 8 de dezembro de 1740, capela de S. Sisto, palácio Quirinale, Roma, pelo Papa Bento XIV, assistido por Joseph Guyon de Crochans, bispo de Cavaillon, e por Paul Alpheran de Bussan, bispo de Malta. Na mesma cerimônia foi consagrado Giorgio Doria, arcebispo titular da Calcedônia, futuro cardeal. Assistente no Trono Pontifício, 11 de dezembro de 1740. Procurador da Santa Sé para resolver a controvérsia com a cúria de Sabóia, 11 de janeiro de 1741. Núncio na Sardenha e em Sabóia, de 27 de janeiro de 1741 até dezembro de 1753; devido a um desacordo entre a corte da Sardenha e a Santa Sé sobre o nível da nunciatura, foi chamado de volta a Roma. Ao retornar de Sabóia, reassumiu o cargo de canonista da Penitenciária Apostólica. Presidente do Estado Urbino,a latere , 20 de setembro de 1756 até 10 de dezembro de 1759. Nomeado um dos superintendentes do Ospizio Apostolic dell'Invalidi .
Criado cardeal sacerdote no consistório de 24 de setembro de 1759; o papa enviou-lhe o barrete vermelho com um breve apostólico de 28 de setembro de 1759, com seu sobrinho Monsenhor Girolamo Merlini; a bireta foi imposta a ele pelo cardeal Henry Benedict Mary Clement Stuart de York, que na época estava em uma casa de repouso em Frolì; recebeu o chapéu vermelho em 13 de maio de 1760; e o título de S. Prisca, 21 de julho de 1760. Foi atribuído às SS. CC. do Concílio Tridentino, Bispos e Regulares, Exame dos Bispos, Consulta Sagrada , Fábrica de São Pedro, Estado de Avignon e Loreto. Consultor das congregações especiais para resolver as discrepâncias entre a Santa Sé e o rei de Portugal; e o relativo à República de Génova e à visita apostólica à Córsega. Fue Abadecomendador de Ss. Severo, Martino y Niccolò del Monte, Orvieto, agosto de 1761; anterior comendador de S. Salvatore, Ascoli, agosto de 1761. Optou pelo título de S. Marcello, 12 de abril de 1762.
Morreu em Roma em 12 de novembro de 1762, de resfriado e febre, em Roma, dia do seu septuagésimo segundo aniversário, após receber os Sacramentos da Igreja. Exposto na igreja de S. Marco, Roma, onde ocorreu o funeral na presença do papa e do Sagrado Colégio dos Cardeais; sepultado em frente à capela della Vergine de Sette Dolori , naquela igreja, sem qualquer memorial fúnebre.